# Adriana Falcão
Adriana Franco de Abreu Falcão (Rio de Janeiro, 12 de febrer de 1960) és una escriptora, productora i guionista brasilera. En l'actualitat és guionista de TV Globo. Escriu per a sèries com Comédias da vida privada i A grande família, i guions per a cinema i per la sèrie Dona.

## Vida
És neta de l'escriptor i polític brasiler August Gonçalves de Sousa Júnior (1896-1945).
Nascuda a Rio de Janeiro, als 11 anys es traslladà amb la seua família a Recife (a l'extrem nord-est de Brasil).
Son pare, Cayo Franco de Abreu, se suïcidà; i un temps després, la seua mare, Maria Teresa Augusta Izabel de Souza, també se suïcidà amb una dosi letal de somnífers.
A Pernambuco es casa amb el professor Tácio de Almeida Maciel i es gradua en Arquitectura.
En aquesta època tingué la primera filla, Tatiana Maciel. Mai exercí com a arquitecta: aviat descobrí la seua vocació per la literatura. Després es casà amb el cineasta i guionista Joâo Falcâo (1953), amb qui tingué dues filles, Clarice i Maria Isabel.
El 1995 torna a viure a Rio de Janeiro, on escriu per a la televisió i el cinema. Els seus diàlegs agradaven als actors i directors.
La seua primera novel·la fou La màquina. Escrigué per a sèries com Comédia da vida privada, A grande família, a més de guions. Publica actualment cròniques en el periòdic O Estado de São Paulo.

## Treballs

### Cinema
- 2000: O acte dona compadida.
- 2005: A màquina (coescrita amb el seu espòs João Falcão).
- 2006: Es eu fosse você.
- 2006: L'any que els meus pares es van anar de vacances.
- 2006: Irma Vap: o tornada.
- 2006: Fica comigo aquesta noite.
- 2007: Chega de saudade (col·laboració).
- 2008: Só dez per cento é mentida (productora).
- 2008: A mulher invisível (coguionista).
- 2009: Es eu fosse você 2.
- 2010: Eu i meu guarda-chuva (adaptació).
- 2012: O inventor de sonhos (coguionista amb Ricardo Nauenberg).
- 2013: Es eu fosse você 3 (guionista).

### Televisió
- 1999: O acte da compadida (sèrie de televisió).
- 2001-2012: A gran família (sèrie de televisió).
- 2004: Sitcom.br (sèrie de televisió).
- 2009: Decamerão, a comédia do sexe (sèrie de televisió), dos episodis: «O ciúme» i «O vestit».
- 2010: As cariocas (sèrie de televisió), guionista col·laboradora en l'episodi «A noiva do Cateté».
- 2012: As brasileiras (sèrie de televisió), guionista de l'episodi «A verinosa de Sampa».
- 2012-2013: Louco per elas (sèrie de televisió), 14 episodis.

### Llibres i textos
- 1999: A màquina (Editora Objectiva).
- 2001: Mania de explicação[5]
- 2002: Lluna clara & Apol·lo Onze.
- 2002: Histórias dos tempos de escola: Memória i aprendizado.
- 2003: O doido dona garrafa (Editora Planeta).
- 2003: Pequeno dicionário de palavras ao vento (Editora Planeta).
- 2003: Contos de estimação (Editora Objectiva).
- 2004: A comédia dos anjos (Editora Planeta).
- 2004: PS Beijei.
- 2005: A tampa do céu.
- 2005: Contos de escola.
- 2005: O zodíac: doze signes, doze histórias.
- 2005: Tarja preta (Editora Objectiva).
- 2007: Sonho de uma noite de veureão (col·lecció Devorant Shakespeare, Editora Objectiva).
- 2009: A art de virar a pàgina (Editora Fontanar, amb imatges de Leonardo Miranda).
- 2010: O homem que só tinha certeses (Editora Planeta).